# Günther Schwerkolt

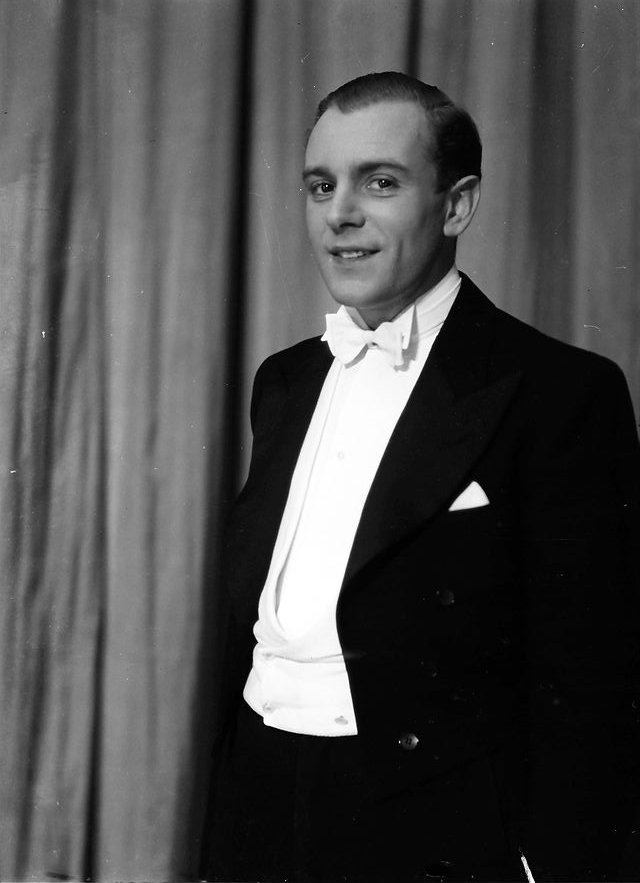
Günther Schwerkolt im Kabarett der Komiker, 1937

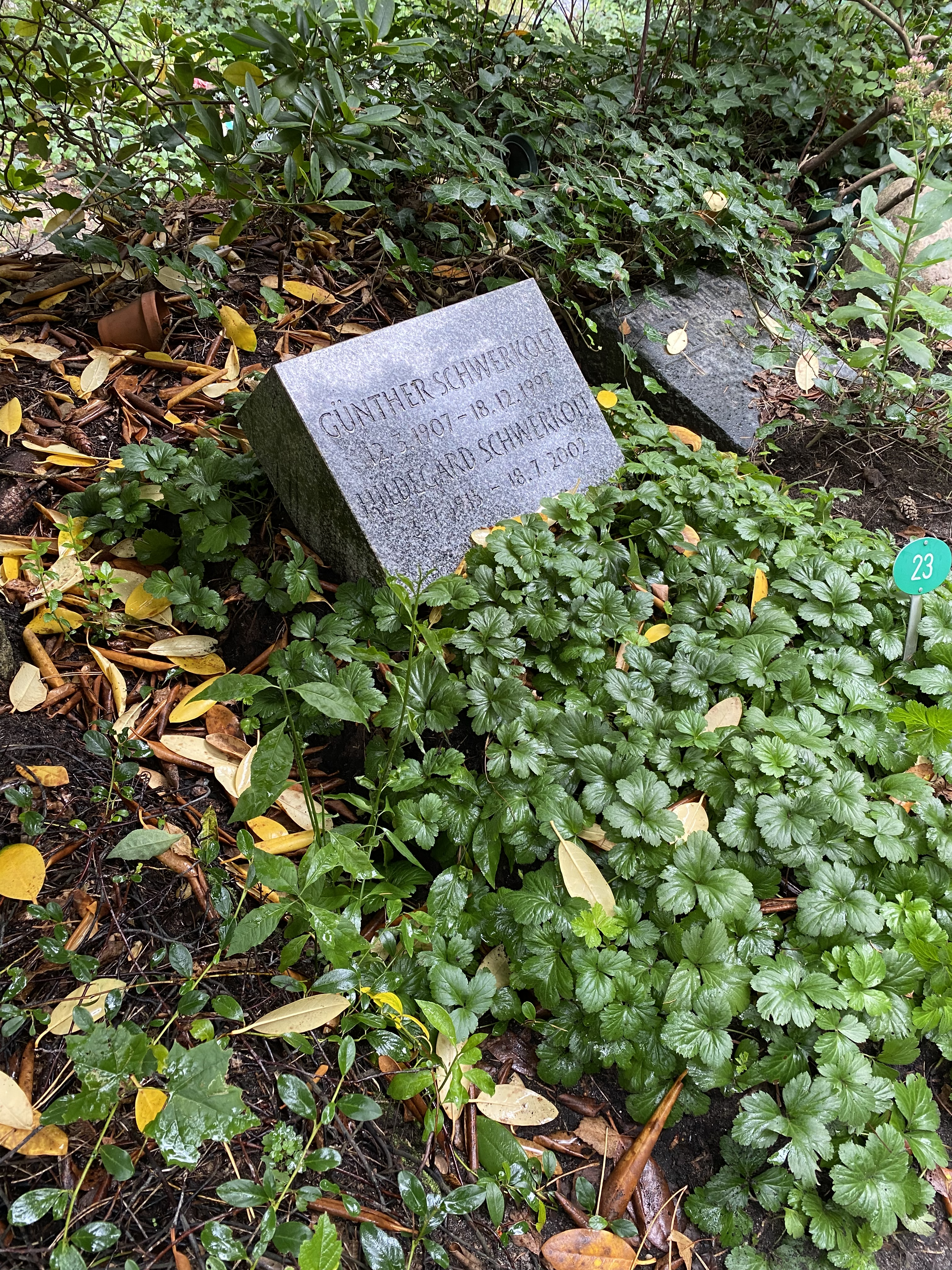
Grabstätte Günther Schwerkolt

Günther Hans Schwerkolt (* 12. März 1907 in Berlin-Neukölln; † 18. Dezember 1997 in Berlin) war ein deutscher Schauspieler, Autor, Komponist, Kabarettist und Synchronsprecher.

## Leben
Schwerkolt war in den 1950er bis 1970er Jahren als Komponist, Dirigent und Solist für zahlreiche Fernseh- und Rundfunkprogramme tätig wie beispielsweise 1954 in der großen Karnevals-Revue Heidewitzka, 1958 in der ARD-Unterhaltungssendung Grüße aus Berlin, in Berliner Bilderbogen und 1971 in Musikmosaik, jeweils mit Bully Buhlan, und 1972 in Dalli Dalli. Als Filmkomponist steuerte er die Musik zu Alwin Ellings Kurzfilm Achte mir auf Gakeki (1935), dem Kurzfilm Wenn in Werder blühn die Bäume mit Oscar Sabo (1937) und zur Satire Wir Kellerkinder mit Wolfgang Neuss bei. In letzterem trat Schwerkolt zudem als Schauspieler auf. Ebenso war er in Imo Moszkowicz' Operetten-Adaption Der Vetter aus Dingsda (in der Rolle des „Josef Kuhbrot“) und in Curth Flatows Boulevard-Komödie So'n Theater zu sehen.
Zudem wirkte Schwerkolt als Kabarettist und Musiker in verschiedenen Programmen von Günter Neumann und seinen Insulanern wie dem 1955 für das Fernsehen aufgezeichneten Wer will noch mal… sowie ab 1955 beim SFB-Kabarett „Die Geladenen“ mit.
Im Hörfunk trat er  als Solist unter anderem in Opas Schlagerfestival auf. Außerdem arbeitete er als Synchronsprecher unter anderem für die deutsche Fassung der Zeichentrickfilme Asterix und Kleopatra und Alice im Wunderland mit, bei denen jeweils Heinrich Riethmüller für die deutsche Fassung verantwortlich war.
Günther Schwerkolt starb im Dezember 1997 im Alter von 90 Jahren in Berlin. Sein Grab befindet sich auf dem landeseigenen Friedhof Heerstraße in Berlin-Westend.

## Filmografie (Auswahl)

### Schauspieler
- 1955: Wer will noch mal…
- 1960: Der Vetter aus Dingsda
- 1960: Wir Kellerkinder
- 1973: So'n Theater
- 1973: Lokaltermin – Der Punkt auf dem i
- 1975: Beschlossen und verkündet (Fernsehserie) - Der Doppelgänger

### Komponist
- 1935: Achte mir auf Gakeki
- 1937: Wenn in Werder blühn die Bäume
- 1960: Wir Kellerkinder

## Hörspiele

### Regie
- 1960: Bodhisattwa oder Ich suche meinen Mörder
- 1960: Die drei Frauen des Herrn Abermann
- 1963: Ein Volk sieht fern oder Der Tod spielt rechtsaußen – Autor: Horst Pillau
- 1963: Hors d'oeuvre d'amour
- 1963: Der Doktor – Autor: Horst Pillau

### Sprecher
- 1959: Verlobung bei Familie Nuschenpickel – Regie: Gerd Martienzen
- 1959: Die Autofalle – Regie: Tom Toelle
- 1973: Egon Polling: Der Storch in der Linde. Damals war's – Geschichten aus dem alten Berlin (Wirt Puhlmann) (Geschichte Nr. 19 in 12 Folgen) – Regie: Ivo Veit (RIAS Berlin)[5]
- 1974: Alfred Andel: Der stramme Max. Damals war's – Geschichten aus dem alten Berlin (Geschichte Nr. 21 in 12 Folgen) (Herr Pohl, Wirt im „Strammen Hund“) – Regie: Ivo Veit (RIAS Berlin)[5]
- 1975: Erich Jakob: Bruno Brieses Bräute. Damals war’s – Geschichten aus dem alten Berlin (Herr Hufnagel, Herrenausstatter) (Geschichte Nr. 23 in 10 Folgen) – Regie: Ivo Veit (RIAS Berlin)[5]
- 1976: Alfred Andel: Krösus Krause. Damals war's – Geschichten aus dem alten Berlin (Puttcke, Kneipier) (Geschichte Nr. 24 in 12 Folgen) – Regie: Ivo Veit (RIAS Berlin)[5]
- 1974: Auf der Fährte der ersten Vermögen – Regie: Siegfried Niemann
- 1977: Berliner Guckkastenbilder – Regie: Otto Düben
- 1977: Oswald Mendel: Der herrschaftliche Ferdinand. Damals war’s – Geschichten aus dem alten Berlin (Johann, Diener Ferdinands) (Geschichte Nr. 26 in 8 Folgen) – Regie: Ivo Veit (RIAS Berlin)[5]
- 1977: Hermine Jüttner: Das fleißige Lieschen. Damals war's – Geschichten aus dem alten Berlin (Edmund Hirse, Gastwirt) (Geschichte Nr. 28 in 10 Folgen) – Regie: Ivo Veit (RIAS Berlin)[5]
- 1979: Hermine Jüttner: Die flotte Charlotte. Damals war's – Geschichten aus dem alten Berlin (Schneidermeister Karl Grünke) (Geschichte Nr. 30 in 8 Folgen) – Regie: Ivo Veit (RIAS Berlin)[5]
- 1983: Werner E. Hintz: Die Töchter der Madame Dutitre. Damals war’s – Geschichten aus dem alten Berlin (Étienne Dutitre) (Geschichte Nr. 36 in 10 Folgen) – Regie: Horst Kintscher (RIAS Berlin)[5]
- 1987: Pariser Ouvertüre – Regie: Friedhelm Ortmann
- 1989: Von Drachen und Flugzeugen oder Warum Jan träumt – Regie: Dieter Moebes
- 1989: Pariser Finale – Regie: Friedhelm Ortmann
- 1990: Schotts letzte Fahrt – Regie: Albrecht Surkau